# Alchemilla erythropoda
Alchemilla erythropoda é uma espécie de rosácea do gênero Alchemilla, pertencente à família Rosaceae.